# حقوق بشر در عراق بعثی

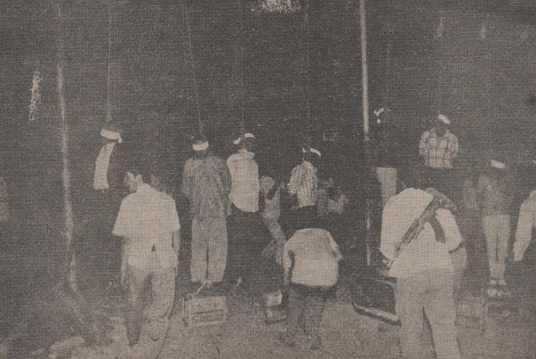
اعدام در عراق دوران صدام

عراق در زمان صدام حسین شاهد نقض شدید حقوق بشر بود که یکی از بدترین موارد در جهان محسوب می‌شد. پلیس مخفی، تروریسم دولتی، شکنجه، کشتار جمعی، نسل‌کشی، پاکسازی قومی، تجاوز جنسی، تبعید، کشتار غیرقانونی، ناپدید شدن اجباری، ترور، جنگ شیمیایی، و تخریب مرداب‌های جنوب عراق از جمله روش‌های صدام و حزب بعث عراق بود که برای حفظ کنترل استفاده می‌کرد. تعداد کل کشته‌ها و ناپدید شدن‌های مربوط به سرکوب در این دوره ناشناخته است، اما طبق گزارش دیده‌بان حقوق بشر، تعداد قربانیان حداقل ۲۵۰۰۰۰ تا ۲۹۰۰۰۰ نفر برآورد می‌شود که بیشتر آن‌ها در نتیجهٔ نسل‌کشی انفال و سرکوب قیام‌های عراق رخ داده‌اند.
دیده‌بان حقوق بشر و عفو بین‌الملل گزارش‌های منظمی از حبس و شکنجهٔ گسترده منتشر کردند.

## نقض اسناد حقوق بشر ۱۹۷۹–۲۰۰۳
سازمان‌های حقوق بشر اعدام‌های مورد تأیید دولت، اعمال شکنجه و تجاوز جنسی را برای چندین دهه از زمان به قدرت رسیدن صدام حسین در سال ۱۹۷۹ تا سقوط او در سال۲۰۰۳ مستند کرده‌اند.

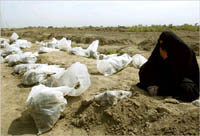
یک گور دسته‌جمعی در عراق

- در سال۲۰۰۲، قطعنامه‌ای با حمایت اتحادیهٔ اروپا توسط کمیسیون حقوق بشر به تصویب رسید که بیان می‌کرد هیچ بهبودی در بحران حقوق بشر در عراق رخ نداده‌است. این بیانیه دولت صدام حسین را به دلیل «نقض سیستماتیک، گسترده و بسیار شدید حقوق بشر و حقوق بین‌الملل بشردوستانه» محکوم کرد و از عراق خواست تا اعدام‌های خودسرانه را متوقف کند.[۲]
- مشارکت کامل سیاسی در سطح ملی فقط به اعضای حزب بعث که تنها ۸ درصد جمعیت را تشکیل می‌دادند محدود می‌شد.
- شهروندان عراقی از نظر قانونی اجازهٔ تجمع نداشتند مگر این‌که برای ابراز حمایت از دولت باشد. دولت عراق تأسیس احزاب سیاسی را کنترل می‌کرد، امور داخلی آن‌ها را تنظیم می‌کرد و بر فعالیت‌های آن‌ها نظارت می‌کرد.
- ایست‌های بازرسی پلیس در جاده‌ها و بزرگراه‌های عراق از تردد شهروندان عادی در سراسر کشور بدون مجوز دولت جلوگیری می‌کرد و ویزای خروج گران‌قیمت مانع از سفر شهروندان عراقی به خارج از کشور می‌شد. قبل از سفر، یک شهروند عراقی باید وثیقه می‌فرستاد. زنان عراقی نمی‌توانستند بدون همراهی یکی از اقوام مرد به خارج از کشور سفر کنند.[۳]
- آزار و شکنجهٔ کردهای فیلی در زمان صدام حسین،[۴] که به عنوان نسل‌کشی کردها نیز شناخته می‌شود، آزار و شکنجهٔ سیستماتیک فیلی‌ها توسط صدام حسین بین سال‌های ۱۹۷۰ و ۲۰۰۳ بود. این آزار و اذیت‌ها منجر به اخراج، فرار و تبعید مؤثر کردهای فیلی از سرزمین اجدادی خود در عراق شد. آزار و شکنجه زمانی شروع شد که تعداد زیادی از کردهای فیلی در معرض کارزار بزرگ رژیم قرار گرفتند که با صدور حکم ۶۶۶ منحل شده و کردهای فیلی را از ملیت عراقی محروم کرد و آن‌ها را ایرانی تلقی کرد. اعدام‌های سیستماتیک از سال ۱۹۷۹ در بغداد و خانقین آغاز شد و سپس به دیگر مناطق عراق و کردستان گسترش یافت.[۵][۶] تخمین زده می‌شود که حدود ۲۵۰۰۰ کرد فیلی در اثر اسارت و شکنجه جان باختند.[نیازمند شفاف‌سازی]
- حملهٔ شیمیایی به حلبچه: حمله با گاز سمی به حلبچه در دورهٔ ۱۵ تا ۱۹ مارس ۱۹۸۸ در طول جنگ ایران و عراق رخ داد که در آن نیروهای دولتی عراق از سلاح‌های شیمیایی استفاده کردند و هزاران غیرنظامی در شهر کردنشین حلبچهٔ عراق کشته شدند.[۷]

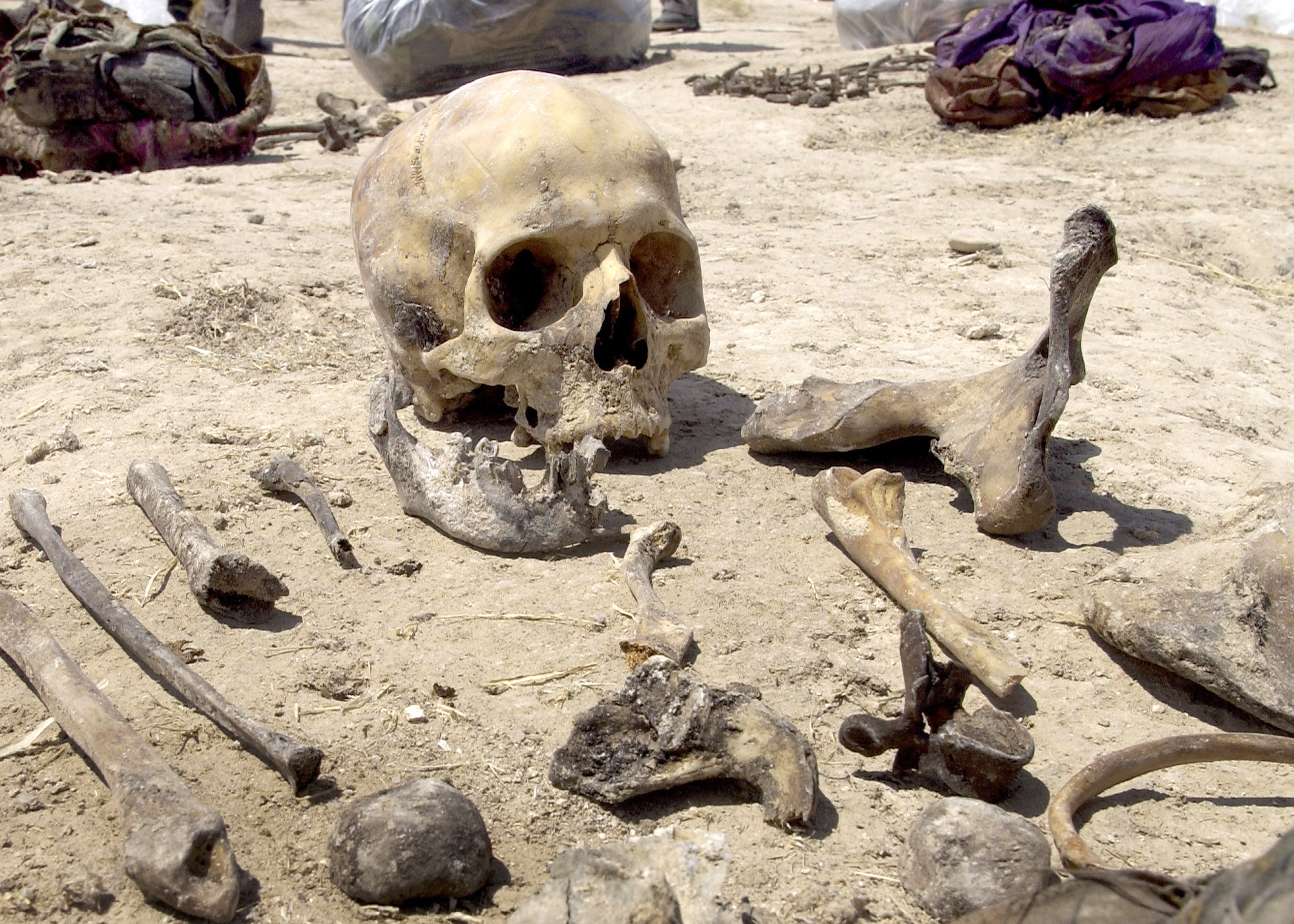
گور دسته‌جمعی قربانیان عملیات انفال

- کمپین انفال: در سال ۱۹۸۸، رژیم صدام حسین یک کمپین نابودی مردم کرد ساکن شمال عراق را آغاز کرد که با عنوان کمپین انفال شناخته می‌شود. تیمی از بازرسان دیده‌بان حقوق بشر، پس از تجزیه و تحلیل هجده تُن اسناد به‌دست آمده از عراق، آزمایش نمونه‌های خاک و انجام مصاحبه با بیش از ۳۵۰ شاهد، مشخص کردند که حملات به مردم کرد با نقض فاحش حقوق بشر، از جمله اعدام‌های دسته‌جمعی همراه بوده‌است. و ناپدید شدن ده‌ها هزار غیرنظامی، استفادهٔ گسترده از سلاح‌های شیمیایی از جمله سارین ،گاز خردل و عوامل اعصاب که منجر به کشته شدن هزاران نفر شد، حبس خودسرانهٔ ده‌ها هزار زن، کودک و سالمند برای ماه‌ها در شرایط محرومیت شدید، آوارگی اجباری صدها هزار نفر از روستاییان پس از تخریب خانه‌هایشان، و تخریب عمدهٔ نزدیک به دو هزار روستا به همراه مدارس، مساجد، مزارع و نیروگاه‌های آن‌ها.[۷][۸]
- ۵۰۰۰۰ تا ۷۰۰۰۰ شیعه در دههٔ ۱۹۸۰ دستگیر شدند و دیگر خبری از آن‌ها نشد.[۱]
- ۸۰۰۰ کُرد از طایفهٔ بارزانی ناپدید و احتمالاً کشته شدند.[۱]
- ۵۰۰۰۰ مخالف، اعضای حزب، کردها و سایر اقلیت‌ها در دههٔ ۱۹۸۰ تا ۱۹۹۰ ناپدید و کشته شدند.[۱]
- در آوریل ۱۹۹۱، پس از این‌که صدام کنترل کویت را در جنگ خلیج فارس از دست داد، ظالمانه چندین قیام در شمال کردستان و شیعیان جنوب را سرکوب کرد. نیروهای او مرتکب قتل‌عام تمام عیار و سایر موارد نقض فاحش حقوق بشر علیه هر دو گروه شدند، مشابه مواردی که قبلاً ذکر شد.[۹]
  - در ۲۳ مارس ۲۰۰۳، در جریان تهاجم سال ۲۰۰۳ به عراق، تلویزیون عراق با تخطی از کنوانسیون ژنو، با اسیران جنگی در تلویزیون مصاحبه کرد.
- همچنین در آوریل ۲۰۰۳، سی‌ان‌ان فاش کرد که اطلاعاتی در مورد شکنجهٔ روزنامه‌نگاران و شهروندان عراقی توسط حکومت عراق در دههٔ ۱۹۹۰ پنهان کرده‌است. به گفتهٔ مدیر اجرایی اخبار سی‌ان‌ان، این کانال نه تنها نگران امنیت کارکنان خود، بلکه منابع و خبرچینان عراقی نیز بوده‌است که می‌توانند انتظار مجازات برای صحبت آزادانه با خبرنگاران را داشته باشند. همچنین به گفتهٔ این مجری، «سایر خبرگزاری‌ها نیز در همین رابطه نگران بودند».[۱۰]
- پس از تهاجم سال ۲۰۰۳ به عراق، چندین گور دسته‌جمعی در عراق پیدا شد که در مجموع چندین هزار جسد را در خود جای داده بود و تا به امروز تعداد بیشتری از آن‌ها کشف شده‌است.[۱۱] در حالی که اعتقاد بر این بود که اکثر کشته‌شدگان در قبرها در قیام سال ۱۹۹۱ علیه صدام حسین جان باختند، به نظر می‌رسید که برخی از آن‌ها به دلیل اعدام یا در زمان‌هایی غیر از شورش سال ۱۹۹۱ مرده‌اند.
- همچنین پس از تهاجم، مراکز شکنجهٔ متعددی در دفاتر امنیتی و پاسگاه‌های پلیس در سراسر عراق پیدا شد.[۱۲] تجهیزات یافت شده در این مراکز معمولاً شامل قلاب‌هایی برای آویزان کردن افراد با دست برای ضرب و شتم، دستگاه‌هایی برای شوک الکتریکی و سایر تجهیزاتی است که اغلب در کشورهای دارای خدمات امنیتی خشن و سایر کشورهای مستبد یافت می‌شود.

## دوجین کثیف صدام

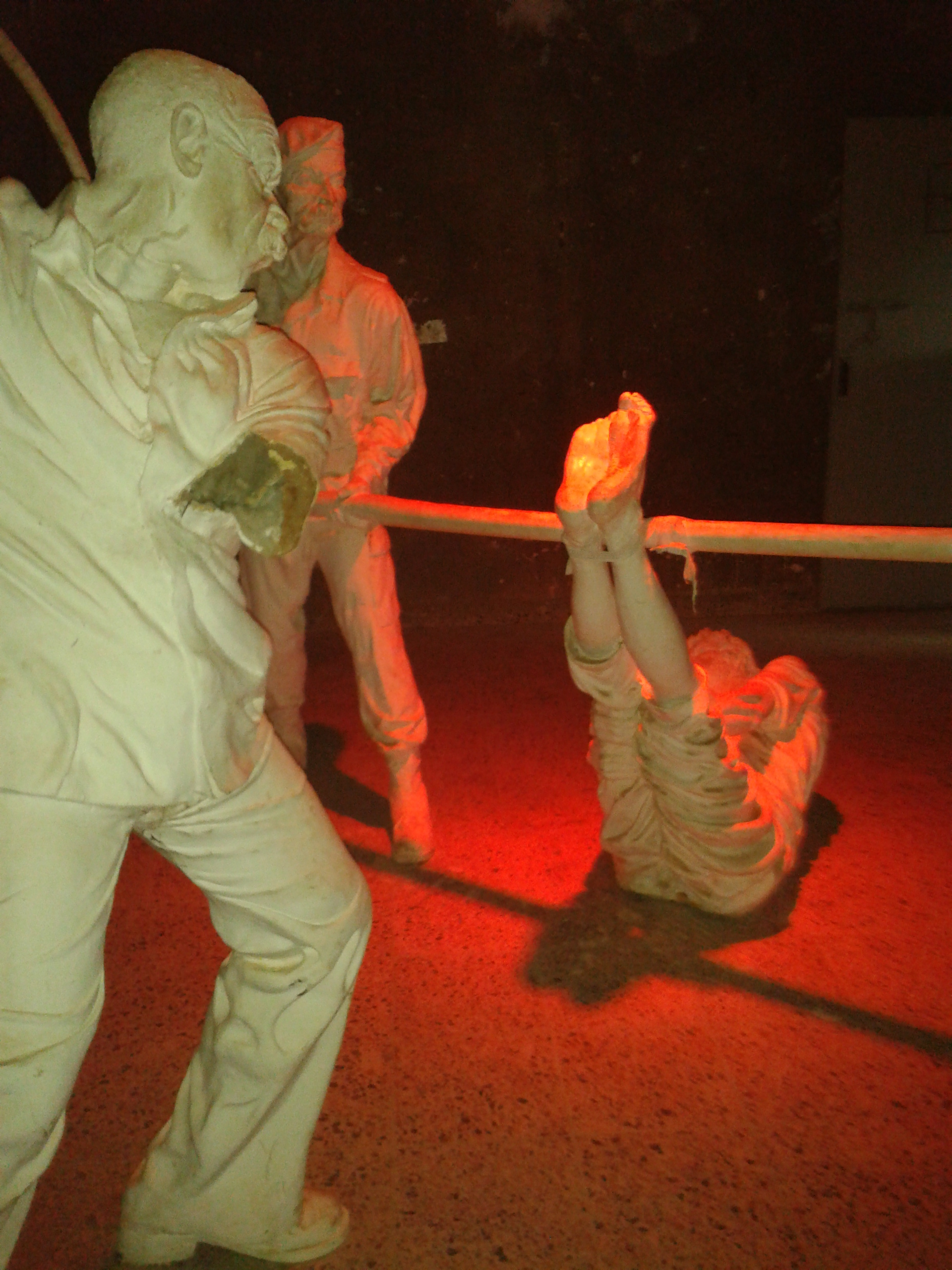
تصویر شکنجه (فلک) در موزهٔ آمنه سوراکا در سلیمانیه

به گفتهٔ مقامات وزارت خارجهٔ ایالات متحده، بسیاری از موارد نقض حقوق بشر در عراق توسط صدام حسین عمدتاً شخصاً یا به دستور صدام حسین و یازده نفر دیگر انجام شده‌است. اصطلاح «دوجین کثیف صدام» در اکتبر ۲۰۰۲ (از رمان ای ام ناتانسون، که بعداً به عنوان فیلمی به کارگردانی رابرت آلدریچ اقتباس شد) ابداع شد و توسط مقامات آمریکایی برای توصیف این گروه استفاده شد. بیشتر اعضای این گروه در دولت عراق مناصب بالایی داشتند و عضویت از گارد شخصی صدام تا پسران صدام ادامه داشت. این فهرست توسط دولت بوش برای کمک به استدلال این‌که جنگ سال ۲۰۰۳ عراق علیه صدام حسین و رهبری حزب بعث بود، به جای علیه مردم عراق، استفاده شد. اعضا عبارتند از:
- صدام حسین (۱۹۳۷–۲۰۰۶)، رئیس‌جمهور عراق، مسئول بسیاری از شکنجه‌ها، کشتارها و دستور پاکسازی کردها در شمال عراق در سال ۱۹۸۸.
- قصی حسین (۱۹۶۶–۲۰۰۳)، پسر رئیس‌جمهور، رئیس گارد نخبهٔ جمهوری‌خواه، گمان می‌رود که صدام به عنوان جانشین خود انتخاب کرده‌است.
- عدی حسین (۱۹۶۴–۲۰۰۳)، پسر رئیس‌جمهور، یک اتاق شکنجهٔ خصوصی داشت و مسئول تجاوز و قتل بسیاری از زنان بود. او در سال ۱۹۹۶ پس از سوءقصد به جان خود تا حدی فلج شد و رهبر گروه نظامی‌نمای فدائیان صدام و رسانه‌های عراقی بود.
- طه یاسین رمضان (۱۹۳۸–۲۰۰۷)، معاون رئیس‌جمهور، متولد کردستان عراق. او بر کشتارهای دسته‌جمعی شورش شیعیان در سال ۱۹۹۱ نظارت داشت.
- طارق عزیز (۱۹۳۶–۲۰۱۵)، وزیر خارجهٔ عراق، پس از انقلاب ۱۹۶۸ از اعدام‌ها با دار زدن مخالفان سیاسی حمایت کرد.
- برزان ابراهیم تکریتی (۱۹۵۱–۲۰۰۷)، برادر صدام حسین، رهبر سرویس مخفی عراق (مخبرات) او نماینده عراق در سازمان ملل در ژنو بود.
- سبعاوی ابراهیم تکریتی (۱۹۴۷–۲۰۱۳)، برادر ناتنی صدام، او رهبر مخبرات در طول جنگ خلیج فارس در سال ۱۹۹۱ بود. مدیر امنیت عمومی عراق از سال ۱۹۹۱ تا ۱۹۹۶. او در سال ۱۹۹۱ در سرکوب کردها دست داشت.
- وطبان ابراهیم التکریتی (۱۹۵۲–۲۰۱۵)، برادر ناتنی صدام، وزیر کشور ارشد سابق که مشاور رئیس‌جمهور صدام نیز بود. در سال ۱۹۹۵ توسط عدی حسین به پا شلیک شد. او دستور شکنجه، تجاوز جنسی، قتل و تبعید را صادر کرده‌است.
- علی حسن المجید (۱۹۴۱–۲۰۱۰) ملقب به علی شیمیایی، مغز متفکر پشت پردهٔ کشتار کردهای شورشی توسط صدام در سال ۱۹۸۸. پسرعموی اول صدام حسین
- عزت ابراهیم الدوری (۱۹۴۲–۲۰۲۰)، فرمانده نظامی، معاون رئیس شورای فرماندهی انقلاب و معاون فرمانده کل نیروهای مسلح در طول مبارزات مختلف نظامی.
- عزیز صالح النومان که از نوامبر ۱۹۹۰ تا فوریه ۱۹۹۱ به عنوان فرماندار کویت منصوب شد، دستور غارت فروشگاه‌ها و تجاوز به زنان کویتی را در دوران تصدی خود صادر کرد. همچنین در دهه‌های ۱۹۷۰ و ۱۹۸۰ به عنوان استاندار دو استان عراق دستور تخریب اماکن مقدس شیعیان را صادر کرد.
- محمد حمزه زبیدی (۱۹۳۸–۲۰۰۵)، با نام مستعار اراذل صدام، نخست‌وزیر عراق از سال ۱۹۹۱ تا ۱۹۹۳-دستور بسیاری از اعدام‌ها را صادر کرده‌است.[۱۳]

## جنایات دیگر
اخیراً پنجاه و هفت جعبه با کامیون‌ها و خودروهای نظامی بزرگ روسی توسط مقامات دولتی عراق به شهر کردنشین سلیمانیه بازگردانده شد. هر جعبه حاوی یک کودک مرده بود، چشم‌های بیرون‌زده و سفید خاکستری، ظاهراً پر از خون. جسد فرزندان به خانواده‌ها داده نشد و مجبور شدند قبر اشتراکی را بپذیرند و سپس مجبور شدند ۱۵۰ دینار برای دفن بپردازند.

تخریب اماکن مذهبی شیعیان توسط دولت سابق «به تخریب شهرها در جنگ جهانی دوم تشبیه شده‌است و آسیب به حرم [حسین و عباس] بیشتر از کلیساهای اروپایی بود.» پس از نسل‌کشی ۱۹۸۳–۱۹۸۸، حدود یک میلیون کرد اجازه یافتند در «روستاهای نمونه» اسکان داده شوند. بر اساس گزارش کارکنان مجلس سنای ایالات متحده، این روستاها «ساختمان ضعیفی داشتند، از حداقل امکانات بهداشتی و آب برخوردار بودند و فرصت‌های شغلی کمی برای ساکنان فراهم می‌کردند. برخی، اگر نه بیشتر، با سیم خاردار احاطه شده بودند و کردها تنها به سختی می‌توانستند وارد یا خارج شوند.» پس از استقرار حکومت جمهوری در عراق، تعداد زیادی از مردم عراق برای فرار از سرکوب سیاسی توسط عبدالکریم قاسم و جانشینان او، از جمله صدام حسین، از کشور فرار کردند. تا سال ۲۰۰۱، تخمین زده شد که "مهاجران عراقی بیش از ۳ میلیون نفر هستند (با جمعیت ۲۳ میلیون نفری در داخل کشور باقی می‌مانند). نیکلاس کریستوف از نیویورک تایمز می‌گوید: «به هر حال پلیس در کشورهای دیگر از شکنجه استفاده می‌کند، اما گزارش‌های موثقی وجود دارد که پلیس صدام زبان‌ها را بریده و از مته‌های برقی استفاده می‌کند. کشورهای دیگر چشم مخالفان را از بین می‌برند. بازجوهای صدام چشم صدها کودک را بیرون آوردند تا پدر و مادرشان را به حرف بیاورند.»

### تعداد قربانیان
در نوامبر ۲۰۰۴، دیده‌بان حقوق بشر تخمین زد که ۲۵۰۰۰۰ تا ۲۹۰۰۰۰ عراقی توسط رژیم صدام حسین کشته یا ناپدید شده‌اند، از جمله:
تخمین ۲۹۰۰۰۰ «ناپدید شده» و احتمال کشته شدن شامل موارد زیر است: بیش از ۱۰۰۰۰۰ کرد در جریان عملیات انفال ۱۹۸۷–۱۹۸۸ کشته شدند و منجر به آن شد. بین ۵۰۰۰۰ تا ۷۰۰۰۰ شیعه که در دههٔ ۱۹۸۰ دستگیر و بدون هیچ اتهامی برای مدت نامحدودی در بازداشت به سر می‌برند، که امروزه از آن‌ها خبری نیست. تخمین زده می‌شود که ۸۰۰۰ مرد از طایفهٔ بارزانی در سال ۱۹۸۳ از اردوگاه‌های اسکان مجدد در کردستان عراق خارج شدند. ۱۰۰۰۰ یا بیشتر مرد جدا شده از خانواده‌های کرد فیلی در دههٔ ۱۹۸۰ به ایران تبعید شدند. حدود ۵۰۰۰۰ فعال اپوزیسیون، از جمله کمونیست‌ها و دیگر چپ‌ها، کردها و سایر اقلیت‌ها و بعثی‌های نامطلوب، در دهه‌های ۱۹۸۰ و ۱۹۹۰ دستگیر و «ناپدید شدند». حدود ۳۰۰۰۰ مرد شیعهٔ عراقی پس از قیام نافرجام مارس۱۹۹۱ دستگیر شدند و از آن زمان تاکنون خبری از آن‌ها نیست. صدها روحانی شیعه و شاگردان آن‌ها پس از سال۱۹۹۱ دستگیر و «ناپدید» شدند. چندین هزار عرب مردابی که پس از بازداشت در جریان عملیات نظامی در باتلاق‌های جنوبی ناپدید شدند. و اعدام شدگان در بازداشت در برخی سال‌ها چندین هزار در کمپین به اصطلاح «پاکسازی زندان» بودند. 
این احساس وجود دارد که حداقل سه میلیون عراقی در حال تماشای یازده میلیون نفر دیگر هستند.
- «یک دیپلمات اروپایی»، به نقل از نیویورک تایمز، ۳ آوریل ۱۹۸۴.
مقاله‌ای در ژانویهٔ ۲۰۰۳ در نیویورک تایمز توسط جان فیشر برنز به‌طور مشابه بیان می‌کند که "تعداد کسانی که در دستان پلیس مخفی "ناپدید شده‌اند" که دیگر خبری از آن‌ها نیست، می‌تواند ۲۰۰۰۰۰ نفر باشد" و صدام را با جوزف استالین مقایسه کرد. با اذعان به این‌که «حتی بر مبنای تناسب، جنایات [استالین] بسیار بیشتر از جنایات آقای صدام حسین است». عملیات انفال در سال۱۹۸۸ منجر به کشته شدن ۵۰۰۰۰ تا ۱۰۰۰۰۰ کرد (اگرچه منابع کردی رقم بالاتری را ۱۸۲۰۰۰ ذکر کرده‌اند)، در حالی که ۲۵۰۰۰–۱۰۰۰۰۰ غیرنظامی و شورشیان در جریان سرکوب شورش‌های ۱۹۹۱ کشته شدند. علاوه بر این، طبق گزارش‌ها، ۴۰۰۰ زندانی در زندان ابوغریب در پاکسازی بزرگ‌سال ۱۹۸۴ اعدام شدند. تعداد کمتری از عراقی‌هایی که در سال‌های دیگر حکومت صدام اعدام شده‌اند، شناخته شده‌اند. به عنوان مثال، «عفو بین‌الملل گزارش داد که در سال۱۹۸۱ بیش از ۳۵۰ نفر به‌طور رسمی در عراق اعدام شدند. کمیتهٔ ضد سرکوب در عراق جزئیات بیوگرافی ۷۹۸ اعدام (به همراه ۲۶۴ قتل افراد ناشناس و ۴۲۸ زندگی‌نامهٔ بازداشت‌شدگان و ناپدیدشدگان بدون حکم) را ارائه می‌دهد.» کنان ماکیه هشدار می‌دهد که تمرکز بر تعداد کشته‌شدگان، گسترهٔ کامل «ترور در داخل عراق» را که عمدتاً محصول پلیس مخفی فراگیر و استفادهٔ سیستماتیک از شکنجه بود، پنهان می‌کند.